# Municipio de Pantego
El municipio de Pantego (en inglés: Pantego Township) es un municipio ubicado en el  condado de Beaufort en el estado estadounidense de Carolina del Norte. En el año 2010 tenía una población de 6.685 habitantes.

## Geografía
El municipio de Pantego se encuentra ubicado en las coordenadas 35°33′42.59″N 76°38′54.76″O / 35.5618306, -76.6485444.